# Sandelzhausen
Sandelzhausen ist ein Gemeindeteil der Stadt Mainburg im niederbayerischen Landkreis Kelheim. Bis zum 31. Dezember 1971 war es eine selbstständige Gemeinde.

## Lage
Das Pfarrdorf Sandelzhausen liegt in der Hallertau etwa einen Kilometer südöstlich von Mainburg. Durch den Ort fließt von Osten kommend der Sandelbach, der wenig westlich davon in die Abens mündet.

## Geschichte
„Sandolhueshusun“ wurde schon in einer Urkunde Ludwigs des Deutschen um 840 als Königsgut erwähnt. Verschiedene Adelsgeschlechter wechselten sich im Besitz der Hofmark ab, die dem Landshutischen Pfleggericht Moosburg unterstand. 1818 wurde durch das bayerische Gemeindeedikt die Landgemeinde Sandelzhausen gegründet. Sie umfasste neben Sandelzhausen die Orte:
- Aignerhof
- Bachmühle
- Beslmühle
- Frauenberg
- Grabmühle
- Kleingundertshausen
- Leuchtenburg
- Lohmühle
- Mittermühle
- Neumühle
- Obermühle
- Petermühle
- Rothmühle
- Straßhof
- Streichmühle

1870 wurde die Gemeinde von Sandelshausen in Sandelzhausen umbenannt. Die Ortschaft Lohmühle wurde bereits am 1. Januar 1953 aus der Gemeinde Sandelzhausen ausgegliedert und kam zur damaligen Marktgemeinde Mainburg. Mit der Eingliederung der Gemeinde Sandelzhausen im Zuge der Gebietsreform in Bayern in die Stadt Mainburg übernahm diese ab 1. Januar 1972 auch die seit 1969 vorhandene Grundschule.

## Sehenswürdigkeiten

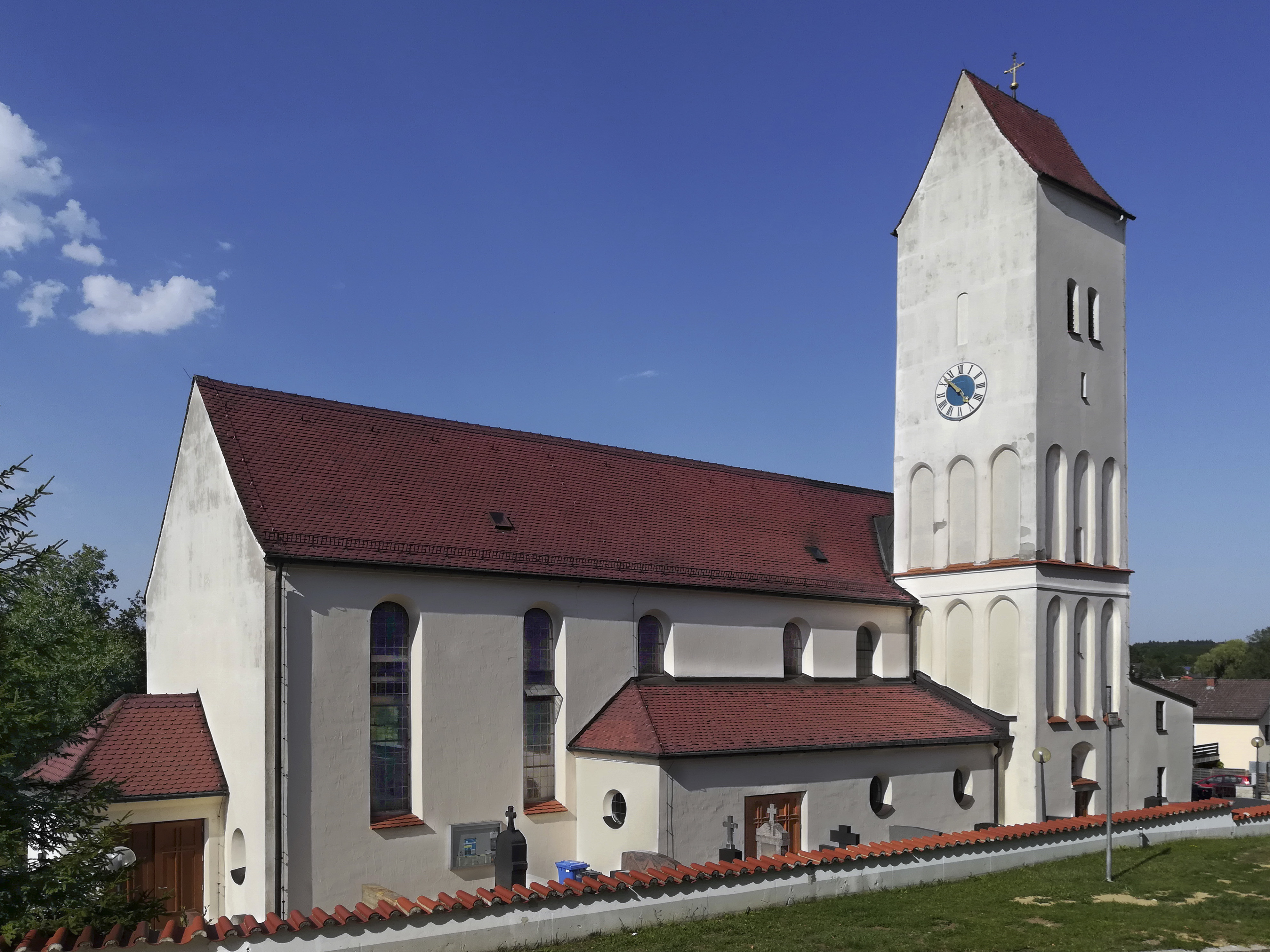
Die Pfarrkirche Mariä Himmelfahrt

- Pfarrkirche Mariä Himmelfahrt. Das spätgotische Bauwerk mit romanischen Resten hat ein Turmobergeschoss von 1759 und Grabmäler des 16. Jahrhunderts.
- Schloss Sandelzhausen. Das mittelalterliche Wasserschloss existiert in seinen Ursprüngen bereits seit 1393. Es erfolgten bauliche Veränderungen im  17. und 18. Jahrhundert. Die letzten adeligen Besitzer des Schlosses waren die Freiherren von Hornstein, deren Patrimonialrechte im Jahr 1848 aufgehoben wurden. Am 18. Februar 1892 kamen die Brauerei und das Schloss in den Besitz der Familie Wimmer, die 1623 gegründete Schlossbrauerei wurde 1985 stillgelegt.
- Pferdestandbild. Als Geschenk an die Hallertau ließ 1969 das Straßenbauamt Landshut dieses Denkmal mit Grünanlage an einer Staatsstraße errichten. Der Entwurf stammt von dem Münchner Künstler Helmut Otto Schön.
- Die Citroën-Sammlung Peters existiert seit 2014 und stellt rund 130 alte Fahrzeuge von Citroën aus.[5][6]

## Bildung und Erziehung
- Grundschule Sandelzhausen
- Städtischer Kindergarten Sandelzhausen

## Vereine
- Freiwillige Feuerwehr Sandelzhausen, 1874 gegründet
- Katholischer Frauenbund Sandelzhausen
- Krieger- und Soldatenkameradschaft Sandelzhausen
- Schützengesellschaft Sandelzhausen
- Katholische Landjugend Sandelzhausen e. V.
- TSV Sandelzhausen 1947 e. V.
- Katholische Landjugend Sandelzhausen

## Sonstiges
1959 wurden in einer Sandelzhausener Kiesgrube in einer zwei bis drei Meter mächtigen mergeligen Sedimentabfolge Fossilien entdeckt. In den folgenden Jahren bestätigte sich die außergewöhnliche Reichhaltigkeit dieser Fundstelle als miozäne Fossillagerstätte, weshalb systematische Grabungen mit großem Personalaufwand in den Jahren 1969 bis 1975 und 1994 bis 1998 durchgeführt wurden. Funde aus den Ausgrabungen gehören zur Dauerausstellung des Paläontologischen Museums und des Museums Mensch und Natur in München sowie des Stadtmuseums Mainburg.